# James Serrin
James Burton Serrin (né le 1er novembre 1926 à Chicago et mort le 23 août 2012 à Minneapolis) est un mathématicien américain.
Il est connu pour ses contributions à la mécanique des milieux continus, à l'analyse non linéaire et aux équations aux dérivées partielles,,.

## Biographie
Il a obtenu son doctorat à l'université de l'Indiana en 1951 sous la direction de David Gilbarg (de). De 1954 à 1995, il a été professeur à l'université du Minnesota,,.
Il a reçu le prix Birkhoff en 1973 et a été élu membre de l'Académie américaine des sciences en 1980.